# مستشفى السلام الدولي
مستشفى السلام الدولي، يقع في منطقة بنيد القار، وهو مستشفى خاص تم بناءه في الكويت.